# 聖布拉斯角
聖布拉斯角（英語：Cape San Blas）是位於美國佛羅里達州灣縣的一個非建制地區。該地的面積和人口皆未知。

## 地理
聖布拉斯角的座標為29°39′49″N 85°21′20″W / 29.66361°N 85.35556°W，而該地的平均海拔高度為-1米（即-3英尺）。